# Симфонія № 11 (Шостакович)
Симфонія № 11 соль мінор, тв. 103  «1905 рік» (рос. 1905 год) — симфонія Дмитра Дмитровича Шостаковича, написана в 1957 році. Вперше виконана 30 жовтня 1957 року оркестром під керуванням Н.Рахліна.
Симфонія в 4-х частинах, виконуються без перерви:
1. Adagio. «Дворцова площа» (рос. Дворцовая площадь)
2. Allegro. «9-те січня» (рос. 9-е января)
3. Adagio. «Вічна пам'ять» (рос. Вечная память)
4. Allegro non troppo. «Набат» (рос. Набат)

Загальна тривалість звучання — близько 1 години. Музика цієї симфонії побудована на мелодіях революційних пісень, опиралася на досвід музики до історико-революційних фільмів 30-х рр. й «Десяти поем» для хору на слова російських революційних поетів (1951). За цей твір Дмитро Шостакович був нагороджений Ленінською премією (1958)

## Інтерпретації змісту симфонії

### Створення
Спочатку Шостакович задумав Одинадцяту симфонію на відзначення 50-ї річниці Російської революції 1905 року, і планував написати в 1955 році. Кілька особистих причин відклали написання твору до 1957 року: це смерть його матері, бурхливий другий шлюб та повернення друзів нещодавно звільнених друзів з ГУЛАГу. Події в Угорщині в 1956 р. могли натомість могли прискорити написання симфонії.

### Реквієм покоління
За словами зятя композитора Євгена Чуковського, в оригінальному титульному аркуші цієї симфонії було написано не «1905», а «1906», рік народження композитора. Це змушує критиків розглядати Одинадцяту симфонію як реквієм не тільки для самого композитора, але і його покоління. Тим не менше, оскільки твір був складений для Революції, його мета не втрачена. Революція 1905 року не була політизована партією, тому симфонія зберегла свою романтичну ауру в очах наступних поколінь. Через цю романтичну ауру «Одинадцята симфонія» входить до групи різноманітних творів, що втілюють дух боротьби за справедливу справу, таких як фільм Сергія Ейзенштейна « Броненосець» Потьомкін " та розповідні вірші Бориса Пастернака «1905» і «Лейтенант Шмідт».
Назва «1905 рік» нагадує про початок першої російської революції 1905 року, яка була частково звільнена подіями 9 січня (за юліанським календарем, що на той час все ще використовувався в Росії, сучасна дата 22 Січня 1905 р.). Деякі західні критики охарактеризували симфонію, як «кіномузику», тобто агітаційним плаката не вистачає як речовини і глибини. Зараз багато хто вважає, що робота має набагато більш рефлексивну позицію, яка розглядає російську історію в цілому з позицій 1957 року, через чотири роки після смерті Сталіна.

### Найбільш «Мусоргська» симфонія
Незважаючи на це, Шостакович вважав цей твір своєю найбільш «мусоргською» симфонією. На думку Я. МкДональда, Модест Мусоргський для нього символізував дві речі — людей і повернення. Оскільки мова йшла про людей, які постраждали внаслідок Кривавої неділі, він написав у простій манері, стверджуючи, що: «народу в основному судилося страждати від байдужих автократів; вони періодично протестували в ім'я людства, лише щоб бути зрадженим або покараним». Соломон Волков повідомляє про таке свідчення композитора: "Я хотів показати це повернення в Одинадцятій симфонії. . . Йдеться про людей, які перестали вірити, бо чаша зла переповнилася " Хоча цей уривок може здатися надуманим деяким критикам, коли « Свідчення» з'явилося вперше, особливо в контексті прив'язки симфонії до Угорської революції, концепція рецидиву, як повідомляється, була основною для російських художників після цієї події і мав надзвичайне значення серед інтелігенції Росії.
Революційні цитатні пісні у самому творі можуть бути по-різному інтерпретовані: у першій частині пісня «Слушай!» («Слухай!») Містить текст «Осіння ніч … чорна, як совість тирана», тоді як остання частина стосується фрагменту, що включає слова «сором за вас, тиранів», поєднуючи з ним мотиви з увертюри Ріхарда Вагнера «Die Walküre», під час якої Зігмунд (згодом вбитий) тікає від своїх ворогів через ліс. Волков порівнює зіставлення у цій частині революційних пісень (зокрема, пісні Варшав'янської) з кінематографічним монтажем, цитуючи при цьому опис Анни Ахматової про нього як про «білих птахів на тлі чорного неба».
На думку О. Файджеса, включення цих пісень Шостаковичем натякає на певний ланцюг наслідків зображуваних подій — а саме те, що якби цар Микола II прислухався до вимог людей та лібералізував уряд у 1905 році достатньою мірою для соціальних змін, через 12 років не відбулося б повторення протесту, що призвело до повалення царської влади. Таким чином, у формальній схемі симфонії Шостаковича заперечення народу просто підбурює до насильства та подальшого циклу повторень. Цю ідею підкреслює підзаголовок останньої частини симфонії - «Набат». «Набат» — це також була назва рецензії XIX століття під редакцією «Народника» Петра Ткачова, який прославився твердженням, що нічого, навіть аморальне, не заборонено справжньому революціонеру. Ткачов виступав за те, щоб революцію здійснювала невелика, мотивована партія, яка бажає використовувати будь-які необхідні засоби, а не сам народ.

### Угорська революція
Схожість між російською революцією 1905 року та угорською революцією 1956 року спонукає вважати, що Шостакович написав симфонію частково як відповідь на події угорської революції в Будапешті. В обох випадках російський уряд з великою силою придушив мирне повстання. Сам Шостакович у своїх свідченнях говорить про повторення подій в російській історії, заявляючи, що Одинадцята симфонія «стосується сучасних тем, хоча вона називається „1905 рік“» Його вдова Ірина також свідчила, що в процесі створення симфонії він мав на увазі Угорську революцію.  відтак, існує припущення, що Шостакович говорив не лише про події у своїй країні, а й події, до яких був залучений уряд його власної країни.